# Муангтонг Юнайтед
«Муангтонг Юнайтед» (тайск. สโมสรฟุตบอลเมืองทอง ยูไนเต็ด) — профессиональный таиландский футбольный клуб из Паккрета, района провинции Нонтхабури, Большой Бангкок. В настоящее время клуб участвует в Тайской Премьер-Лиге. Один из сильнейших футбольных клубов Таиланда последних лет.  

## История
Клуб основан в 1989 году. Первое название, зарегистрированное в Футбольной ассоциации Таиланда, было «Norgjorg Pittayanusorn Football Club» 

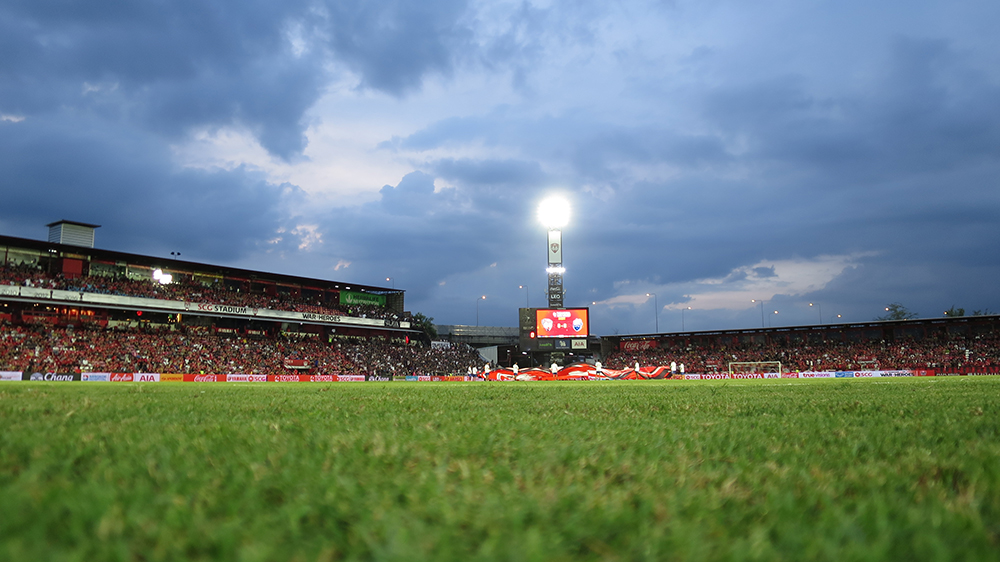
Стадион SCG

В 2007 году Сиам Спорт Синдикат купил клуб и изменил название на «Муангтонг Юнайтед» .Команда переехала на новый стадион в Паккрет под названием «Сандердом». 
Первым успехом клуба стало завоевание золота в сезоне 2007 года в Третье лиге. На следующий год так же был успех и во Второй лиге, а затем и золотые медали Премьер-лиги.  
Главным соперником клуба является «Бурирам Юнайтед» , противостояние с ним является самым главным соперничеством в современном таиландском футболе. Так же принципиальным соперником является клуб из Бангкока «Порт» 

## Достижения
Домашние соревнования
- Чемпионат Таиланда по футболу
  - Чемпион (4): 2009, 2010, 2012, 2016
  - Вице-чемпионы (3): 2013, 2015, 2017

- Первый дивизион Таиланда по футболу
  - Чемпион (1): 2008
- Кубок тайской лиги по футболу
  - Обладатель (2): 2016, 2017

## Сезоны
| Сезон | Дивизион     | Место | Кубок        |
| ----- | ------------ | ----- | ------------ |
| 2007  | Третья лига  | 1     |              |
| 2008  | Вторая лига  | 1     |              |
| 2009  | Премьер-лига | 1     | Третий раунд |
| 2010  | Премьер-лига | 1     | Финалист     |
| 2011  | Премьер-лига | 3     | Финалист     |
| 2012  | Премьер-лига | 1     | 1/4          |
| 2013  | Премьер-лига | 2     | 1/2          |
| 2014  | Премьер-лига | 5     | 1/4          |
| 2015  | Премьер-лига | 2     | Финалист     |
| 2016  | Премьер-лига | 1     | 1/4          |
| 2017  | Премьер-лига | 2     | 1/2          |
| 2018  | Премьер-лига | 4     | Третий раунд |
| 2019  | Премьер-лига | 5     |              |